# 奉天警务署

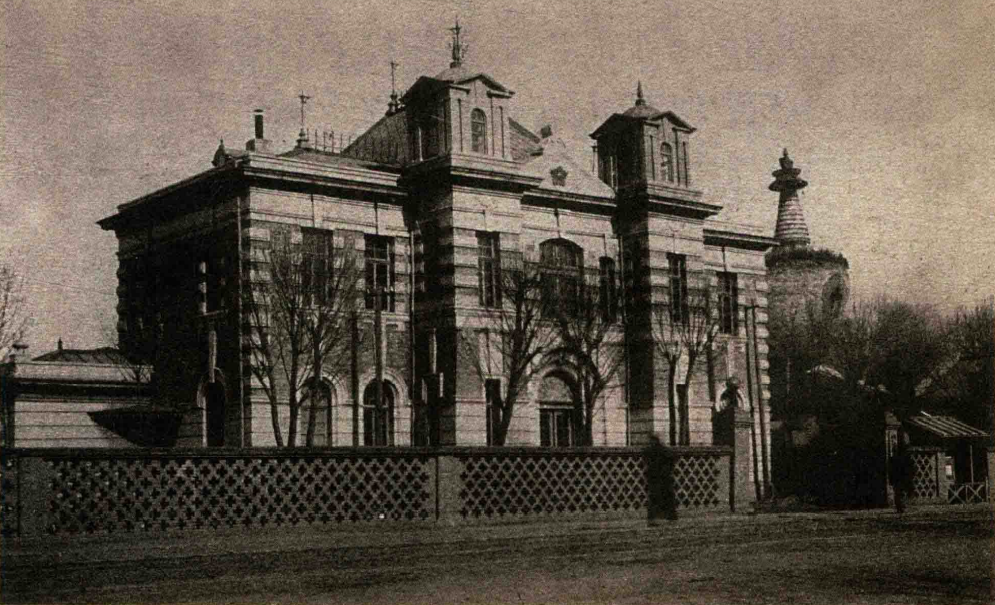
奉天警务署

奉天警务署是南满洲铁道在奉天满铁附属地所设立的警务组织，辽宁省沈阳市和平区西塔街，与旧址位于辽宁省沈阳市和平区西塔街，与西塔护国延寿寺相邻。大楼现已不存。

## 历史沿革
日俄战争结束后，日本正式接收南满洲铁道。1906年8月，为维护奉天驿附近铁路沿线治安，日本在满铁附属地铁路沿线设立警务组织奉天警务署，隶属于关东州都督府关东局警务部。奉天警务署及其派出所在成立之初设有警务人员共计1300余人。奉天警务署在满铁附属地内享有治外法权。1926年，满铁附属地内的警务组织迁入位于浪速广场的奉天警察署。

## 建筑
奉天警务署大楼始建于1906年9月并于1907年竣工。大楼为方形平面两层建筑，外立面为西洋风格石材贴面。一层门窗为拱券式，两侧配有三角形山花装饰的塔楼。屋顶是十字形四坡顶。